# Bryce Mitchell
Bryce Mitchell (Sherwood, 4 de outubro de 1994) é um lutador de artes marciais mistas (MMA) americano, que atualmente luta na categoria peso-pena do UFC.

## Carreira no MMA

### Ultimate Fighting Championship
Mitchell enfrentou Tyler Diamond em 6 de julho de 2018 no The Ultimate Fighter: Undefeated. Ele venceu a luta por decisão majoritária.
Mitchell enfrentou Bobby Moffett em 23 de março de 2019 no UFC Fight Night: Thompson vs. Pettis. Ele venceu por decisão unânime.
Mitchell enfrentou Matt Sayles em 7 de dezembro de 2019 no UFC on ESPN: Overeem vs. Rozenstruik. Ele venceu a luta por finalização com um twister no primeiro round. Consequentemente, Mitchell assinou um novo de contrato de 4 lutas com o UFC.
Em 9 de maio de 2020, Mitchell voltou ao octógono para enfrentar Charles Rosa no UFC 249: Ferguson vs. Gaethje. Ele venceu por decisão unânime. (30-25, 30-25 e 30-24)

## Cartel no MMA
| Cartel no MMA   |             |           |
| 15 lutas        | 15 vitórias | 0 derrota |
| Por nocaute     | 0           | 0         |
| Por finalização | 9           | 0         |
| Por decisão     | 6           | 0         |

| Res.    | Cartel | Oponente         | Método                           | Evento                                  | Data       | Round | Tempo | Local                      | Notas                                            |
| ------- | ------ | ---------------- | -------------------------------- | --------------------------------------- | ---------- | ----- | ----- | -------------------------- | ------------------------------------------------ |
| Derrota | 16-2   | Josh Emmett      | Nocaute (soco)                   | UFC 296: Edwards vs. Covington          | 16/12/2023 | 1     | 1:57  | Las Vegas, Nevada          |                                                  |
| Vitória | 16-1   | Dan Ige          | Decisão (unânime)                | UFC Fight Night: Fiziev vs. Gamrot      | 23/09/2023 | 3     | 5:00  | Las Vegas, Nevada          |                                                  |
| Derrota | 15-1   | Ilia Topuria     | Finalização (triângulo de braço) | UFC 282: Błachowicz vs. Ankalaev        | 10/12/2022 | 2     | 3:10  | Las Vegas, Nevada          |                                                  |
| Vitória | 15-0   | Edson Barboza    | Decisão (unânime)                | UFC 272: Covington vs. Masvidal         | 05/03/2022 | 3     | 5:00  | Las Vegas, Nevada          |                                                  |
| Vitória | 14-0   | Andre Fili       | Decisão (unânime)                | UFC Fight Night: Hall vs. Silva         | 31/10/2020 | 3     | 5:00  | Las Vegas, Nevada          |                                                  |
| Vitória | 13-0   | Charles Rosa     | Decisão (unânime)                | UFC 249: Ferguson vs. Gaethje           | 09/05/2020 | 3     | 5:00  | Jacksonville, Flórida      |                                                  |
| Vitória | 12-0   | Matt Sayles      | Finalização (twister)            | UFC on ESPN: Overeem vs. Rozenstruik    | 07/12/2019 | 1     | 4:20  | Washington, DC             | Performance da Noite; Finalização do Ano (2019). |
| Vitória | 11-0   | Bobby Moffett    | Decisão (unânime)                | UFC Fight Night: Thompson vs. Pettis    | 23/03/2019 | 3     | 5:00  | Nashville, Tennessee       | Luta da Noite.                                   |
| Vitória | 10-0   | Tyler Diamond    | Decisão (majoritária)            | The Ultimate Fighter: Undefeated        | 06/07/2018 | 3     | 5:00  | Las Vegas, Nevada          | Estreia no UFC.                                  |
| Vitória | 9-0    | Jose Mariscal    | Decisão (unânime)                | V3 Fights - Willis vs. Norwood          | 17/06/2017 | 3     | 5:00  | Memphis, Tennessee         | Defendeu o Cinturão Peso Pena do V3 Fights.      |
| Vitória | 8-0    | Isaac Ware       | Finalização (mata leão)          | V3 Fights - Mitchell vs. Ware           | 14/01/2017 | 1     | 1:30  | Memphis, Tennessee         | Ganhou o Cinturão Peso Pena Vago do V3 Fights.   |
| Vitória | 7-0    | Brandon Phillips | Finalização (triângulo)          | WSOF 33: Branch vs. Magalhães           | 07/10/2016 | 2     | 3:14  | Kansas City, Missouri      |                                                  |
| Vitória | 6-0    | Bobby Taylor     | Finalização (triângulo)          | V3 Fights - Sanders vs. Anders          | 18/06/2016 | 1     | 3:10  | Memphis, Tennessee         |                                                  |
| Vitória | 5-0    | Jorge Medina     | Finalização (mata leão)          | WSOF 27: Firmino vs. Fodor              | 23/01/2016 | 1     | 1:02  | Memphis, Tennessee         |                                                  |
| Vitória | 4-0    | Chris Culley     | Finalização (chave de braço)     | V3 Fights - Hall vs. Shelton            | 26/09/2015 | 1     | 3:39  | Memphis, Tennessee         |                                                  |
| Vitória | 3-0    | Tony Williams    | Finalização (mata leão)          | V3 Fights - Davis vs. Hall              | 20/06/2015 | 1     | 4:31  | Memphis, Tennessee         |                                                  |
| Vitória | 2-0    | Jesse Sanderson  | Finalização (mata leão)          | AXS TV Fights RFA vs. Legacy Superfight | 08/05/2015 | 1     | 2:09  | Robinsonville, Mississippi |                                                  |
| Vitória | 1-0    | Sheldon Smith    | Finalização (mata leão)          | V3 Fights - Johnson vs. Kennedy         | 24/01/2013 | 1     | 3:01  | Memphis, Tennessee         |                                                  |